# Marisol Ortiz de Zárate
Marisol Ortiz de Zárate (Vitoria, 22 de abril de 1960) es una escritora española, especializada en literatura juvenil.

## Trayectoria profesional
Su primera novela fue Los enigmas de Leonardo (Bruño, 2002), novela de corte histórico con la que empezó también a dar charlas por los centros educativos de secundaria de todo el país. Consiguió su primer premio literario en el Certamen de Relato Corto y Poesía Antonia Cerrato organizado por la Asociación de amigos de Santa Amalia (Badajoz), con el relato titulado Los curas llevan pantalones bajo la sotana. Pero fue con la novela  La canción de Shao Li con la que se dio a conocer como escritora especializada en literatura juvenil. Este libro de aventuras se recomienda y se lee en muchos institutos de enseñanza secundaria (IES) así como el resto de sus novelas.  
En 2014 publica la novela para adultos Una historia Perdida con la que ganó el premio Felipe Trigo de Novela. Su último libro es La montaña del infierno.
Es colaboradora ocasional de prensa, miembro de la Asociación de Escritores de Euskadi y miembro fundador de Krelia, la Asociación de Creadores Literarios de Álava, en Vitoria, ciudad en la que reside.

## Obras

### Novelas
- Los enigmas de Leonardo, Bruño, 2002
- La cruz bajo la lengua, Arte-Activo, 2007
- La canción de Shao Li, Bambú,2006
- Cantan los gallos, Bambú, 2011[8]
- Una historia perdida, Algaida, 2014
- Rebelión en Verne, Bambú, 2015.
- Las lágrimas de la matrioska, Bambú, 2015, Ilustraciones de Marina Suárez Ortiz de Zárate
- La fabuladora, Bambú, 2018
- La montaña del infierno, Bambú, 2021

### Relatos
- Los curas llevan pantalones bajo la sotana (publicado en Papeles de Zabalanda, 2009)
- Un día cualquiera en Z.K. center’s
- Cuesta arriba (publicado en El amor, los espejos, el tiempo, el camino, A-A ediciones, 2012, vv,aa)
- Refugio de piedra
- Descubriendo Berlín (publicado en El Correo, sección Territorios)
- La noche más larga (publicado en El Correo, sección Territorios)
- El confidente precioso (publicado en El Correo, sección Territorios)
- El niño pez (publicado en El Correo, sección Territorios)
- Por las montañas heladas (publicado en Inquietos Vascones, Desnivel, 2013, vv.aa)
- Campo fronterizo (publicado en Un refugio, treinta escritores ante un campamento de refugiados de guerra, Fundación de estudios jurídicos y sociales, 2014, vv.aa)
- Pasaje a la vida (publicado en Un país Extranjero, Agapein, 2016, vv.aa)
- Calzada de colores (publicado en El Correo)
- Puro Teatro (publicado en El Correo)
- Toda la vida buscando las tijeras, (publicado enVitoria Gasteiz, una ciudad para contarla, Nimbo, 2024, vv.aa)

Etcétera

## Premios
- Premio Antonia Cerrato, 2006
- Premio Víctor Chamorro, 2006
- Premio María Giralt, 2007
- Premio Encuentro de dos Mundos, 2020, Ferney-Voltaire (Francia)
- XXXII Premio literario Felipe Trigo en la modalidad de novela con Una historia perdida[9]
- Premio a la mejor novela juvenil-adultos de ficción en los LATINO BOOKS AWARDS 2010, Nueva York y Finalista Premios Hache, Cartagena, con La canción de Shao Li